# Putting on the Ritz
Putting on the Ritz (1991) è il secondo romanzo dello scrittore e sceneggiatore Joe Keenan. È una commedia a tematica gay su un gruppo di tre amici che vengono coinvolti in una guerra tra magnati dell'editoria new yorchese.
Il libro non è stato ancora pubblicato in Italia.

## Trama
Philip e Claire sono reduci da un clamoroso flop a Broadway, ma il loro Musical è stato notato da Tommy Parker, l'attuale datore di lavoro di Gilbert. Tommy è il tuttofare del miliardario Boyd Larkin, e Gilbert spera che aiutando Parker avrà qualche chance di agganciare Larkin, uno dei più ricchi uomini d'affari al mondo.
Larkin intende introdurre una spia in casa del suo ricchissimo arci-rivale Peter Champion. L'occasione giusta capita perché la moglie di Peter, Elsa, sta cercando di lanciarsi in una carriera come cantante e ha bisogno degli autori giusti per le sue canzoni, e Tommy ha pensato a Philip e Claire.
I due vengono subito ingaggiati da Champion ma, sfortunatamente, Elsa non è in grado di cantare e inoltre le sue doti di attrice sono decisamente scarse. Ad ogni modo Philip e Claire devono riuscire a renderla una cantante: se riescono nell'impresa, godranno dei favori di Champion nel loro viaggio verso la notorietà ma, se falliscono, Champion potrebbe distruggere per sempre le loro carriere.
Da qui comincia la storia ma, dopo poco tempo, Philip e Gilbert sono sorpresi a spiare e quindi costretti a fare il doppio e persino il triplo gioco. E quando scoprono che Tommy, l'uomo dei loro desideri, è anch'egli omosessuale Philip e Gilbert cominciano un'insana competizione per ottenere i suoi favori economici e sessuali, cominciando a farsi sgambetti a vicenda e senza risparmiarsi colpi bassi.

## Personaggi
- Gilbert Selwyn, un gay New Yorchese ossessionato dal sesso, grande amico di Philip Cavanaugh. Gilbert è perennemente povero e sempre in cerca di scorciatoie per fare un po' di soldi. Gilbert desidera ardentemente essere uno scrittore, purché questo non implichi il mettersi di buona lena a provare a scrivere.
- Philip Cavanaugh, il narratore, è il paziente miglior amico di Gilbert e New Yorchese anche lui. Ragazzo di Gilbert negli anni dell'adolescenza (fino alla separazione, provocata da uno sfortunata infestazione di piattole prese da uno dei molti amanti attempati di Gilbert), Philip è uno scrittore di moderato talento che tenta di sfondare. Riluttante a prendere parte ai piani di Gilbert, alla fine si arrende per soldi, fama, o perché attratto da promesse di “bella vita”.
- Claire Simmons, l'altra amica, eterosessuale, di Philip. Anche Claire è un'autrice di talento moderato che fa fatica a sfondare, è una donna sovrappeso, e coltiva una profonda ripugnanza per Gilbert Selwyn. Claire è, tra gli amici di Philip, la più equilibrata e di solito lo trae fuori dagli impicci creati da Gilbert. Claire e Philip collaborano cercando di creare il prossimo grande romanzo o Pezzo teatrale.
- Elsa Champion, la moglie senza talent del magnate del settore immobiliare Peter Champion. Pensa di saper cantare.
- Peter Champion, un magnate miliardario del settore immobiliare, marito di Elsa e uno degli uomini più odiati di New York. I suoi metodi in affari vengono considerati illeciti, corrotti, violenti e immorali, ma ha dalla sua la sua immensa ricchezza.
- Boyd Larkin, un editore miliardario con un debole per la sua sofisticata rivista "Choice." Larkin è l'odiato arci-rivale di Peter Champion, sebbene ne condivida la brama di denaro e il gusto per il giocar sporco.
- Tommy Parker, l'editore della rivista "Boulevardier" di Boyd, e uno degli uomini più belli e focosi di New York.